# Anthems of Rebellion
Anthems of Rebellion es el quinto álbum de estudio de la banda sueca de death metal melódico, Arch Enemy. Es el segundo álbum que presenta a Angela Gossow como vocalista principal. 
Se grabó un vídeo musical para la canción «We Will Rise», que salió también como un sencillo. Durante la grabación de este vídeo, uno de los extras se lesionó gravemente un tobillo al saltar de una colina como parte de la escena que se rodaba. Sin embargo, no emprendió acciones legales contra la banda por este hecho.

## Lista de canciones
| 1. "Tear Down the Walls (Intro)" | Voz [Invitado "hey"] - Nick Mallinson | 0:32 |
| 2. "Silent Wars"                 |                                       | 4:15 |
| 3. "We Will Rise"                |                                       | 4:07 |
| 4. "Dead Eyes See No Future"     |                                       | 4:14 |
| 5. "Instinct"                    |                                       | 3:37 |
| 6. "Leader of the Rats"          |                                       | 4:21 |
| 7. "Exist to Exit"               |                                       | 5:22 |
| 8. "Marching on a Dead End Road" | guitarra acústica: C. Amott           | 1:17 |
| 9. "Despicable Heroes"           |                                       | 2:12 |
| 10. "End of the Line"            |                                       | 3:36 |
| 11. "Dehumanization"             |                                       | 4:15 |
| 12. "Anthem"                     |                                       | 0:57 |
| 13. "Saints and Sinners"         |                                       | 4:41 |

### Bonus disc
En numerosas regiones, se suministró un DVD con la versión inicial en tres formas. La lista de canciones eran idénticas, salvo en el caso de la primera edición europea, que omite «Exist to Exit» (5.1). La versión publicada en los EE. UU. y el digipak europeo incluyen todas las pistas disponibles.

### En vivo desde la campaña Wages of Sin 2002 (LPCM 2.0)
1. "Lament of a Mortal Soul" − 4:34
2. "Behind the Smile" − 3:23
3. "Diva Satanica" − 4:10

### Mezclas en Dolby Digital 5.1
1. "Exist to Exit" − 5:22
2. "Leader of the Rats" − 4:22
3. "Dead Eyes See No Future" − 4:15

## Créditos

### Integrantes
- Angela Gossow − voz
- Michael Amott − guitarra
- Christopher Amott − guitarra
- Sharlee D'Angelo − bajo
- Daniel Erlandsson − batería

### Créditos
- Arreglos - Arch Enemy
- Ilustraciones [Arte, Diseño] - Cabin Fever Media
- Ilustraciones [Concepto] - Michael Amott
- Invitado - Nick Mallinson
- Teclado, melotron, piano - Per Wiberg
- Productor, Ingeniero, Masterización, Mezcla, Preproducción - Andy Sneap
- Letra por - Angela Gossow (pistas: 02, 04, 06, 07, 09, 11, 13)
- Letra por - Michael Amott (pistas: 03, 05 a 07, 10, 13)
- Música de - Christopher Amott (pistas: 02 al 04, 06 a 08, 10)
- Música de - Daniel Erlandsson (pistas: 07, 09)
- Música de - Michael Amott (pistas: 01 y 07, 09 a 13)
- Música de - Sharlee D'Angelo (pistas: 06)

Notas:	Esta versión incluye como bono un DVD solo de audio.
Pistas DVD 01, DVD 02 y DVD 03 fueron grabadas en vivo durante la gira, "Wages of Sin Campaign" de 2002.
Pistas DVD 04, DVD 05 y DVD 06 son mezclas Dolby Digital 5.1.
Producido, Dirigido, mezclado y masterizado en Backstage Studios en Derbyshire, Reino Unido por Andy Sneap. 
Preproducción en Rockstugan, Halmstad, Suecia en enero de 2003 por Andy Sneap. 
Pistas CD 08 y CD 12 son instrumentales.